# Спростування

Спростування на діаграмі незгоди Грема

Спростування — це доказ хибності тези (твердження, судження, міркування).
Спростування твердження по суті вказує на те, що це твердження з тих чи інших причин не може вважатися істинним (наприклад, не відповідає дійсності). Спростування міркування за формою вказує на те, що воно побудоване з порушенням правил дедукції, містить логічну хибу або посилається на помилкові факти (що не обов'язково спростовує висновок міркування).
Спростуванням також іноді називають критику, аргументоване чи голослівне заперечення твердження.

## Способи спростування
Відомі такі способи спростування:
- Наведення контрприкладу;
- Доведення антитези (контртези), тобто, тези, протилежної спростовуваній;
- Зведення до абсурду — виведення із спростовуваного твердження хибних наслідків;
- Доведення хибності аргументів, якими обґрунтовується твердження, чи виявлення логічної хиби у обґрунтуванні (таким чином спростовується лише обґрунтування, але не саме твердження).